# 前鋒区
前鋒区（ぜんほう-く）は中華人民共和国四川省広安市に位置する市轄区。2013年に広安区から分離して設立された。

## 地理
渠江 (嘉陵江支流)が広安区との区境を流れている。

## 歴史
1998年、広安県から広安区に行政区政が移行。2013年に広安区の一部が分区し前鋒区として成立。

## 行政区画
- 街道:奎閣街道、大仏寺街道、竜塘街道、新橋街道
- 鎮:桂興鎮、観閣鎮、広興鎮、代市鎮、観塘鎮、護安鎮、竜灘鎮、虎城鎮

## 交通

### 鉄道
- 襄渝線
  - 広安駅

### 道路
- 高速道路
  -  通広高速道路（中国語版）
- 国道
  - G350国道（中国語版）
- 省道
  -  304省道

## 健康・医療・衛生
- 前鋒区人民医院
- 前鋒区第二人民医院